# Alarico Gattia
Alarico Gattia (Génova, Italia, 9 de diciembre de 1927 - Milán, 3 de septiembre de 2022) fue un dibujante de cómic e ilustrador italiano.

## Biografía
En los años 1950 se mudó a Milán, donde trabajó como artista publicitario y empezó a desempeñarse como ilustrador para la Mondadori.
Debutó como dibujante de cómics a finales de los años sesenta, realizando los lápices de algunos episodios de Diabolik y para revistas como Il Corriere dei Piccoli y Horror. Durante un largo periodo trabajó para Il Giornalino, realizando adaptaciones en historietas de clásicos de la literatura como Los tres mosqueteros, con guion de Luciano Giacotto. En 1977, escribió e ilustró dos álbumes de la colección Un uomo un'avventura (L'Uomo del Klondike y L'Uomo del Sud), editados por la editorial Cepim (la actual Sergio Bonelli Editore).
En los años 1980, colaboró con el periodista Enzo Biagi en el proyecto de Storia d'Italia a fumetti, publicado por Mondadori, y para las colecciones franceses La découverte du monde e Histoire du Far West de Larousse. En la segunda mitad de la década, fue uno de los fundadores de la Associazione Illustratori, ocupando el cargo de presidente. Al mismo tiempo, realizó alguna historias para la revista Comic Art.
En 1993, participó en la obra colectiva I volti segreti di Tex, publicada por Lo Scarabeo y dedicada al cómic wéstern Tex. De este personaje también realizó el entintado (sobre lápices de Maurizio Dotti) de una historia titulada "Glorieta Pass", editada en el Almanacco del West de 1998, con guion de Mauro Boselli.